# Hrvatski glasnik (Split)
Hrvatski glasnik je bio hrvatski dnevnik iz Splita. Bile su glasilo Hrvatske seljačke stranke.
Izašle su prvi put koncem 1938., a prestale su izlaziti krajem 1940. godine. Osnovali su ih Paško Kaliterna i dr Josip Berković.
Urednikom je jedno vrijeme bio Vicko Maslov.
Izlazile su svakodnevno. Za razliku od nekih drugih splitskih tiskovina, pa čak i onih sklonih HSS-u, Hrvatski glasnik je bio kvalitetnijeg hrvatskog jezika u svojim tekstovima.